# 蒂尼亚莱
蒂尼亚莱（義大利語：Tignale），是意大利布雷西亚省的一个市镇。总面积48平方公里，人口1309人，人口密度27.3人/平方公里（2009年）。国家统计（ISTAT）代码为017185。